# Střimická výsypka
Střimická výsypka je rekultivovaná důlní výsypka severně od města Mostu. Leží v katastrálních územích Most I (starý Most) a Střimice. Rozkládá se mezi vrchy Špičák (399 m) a Keřový vrch (319 m) na jihu, vrchem Na skalce (329 m) na východě a Červeným vrchem (366 m) na severu. Západně od výsypky se nachází jezero Most. Název výsypky je odvozen od vsi Střimice, která se nacházela zhruba uprostřed současné náhorní plošiny, která má plochu 160 hektarů a dosahuje nadmořské výšky 330 metrů. Na výsypce se nachází letiště Most a vede přes ni silnice III/2538 z Mostu do Braňan.

## Historie
Výsypka byla zakládána v letech 1959–1973. Sloužila pro skrývku z dolu Most-Ležáky, který se nacházel na území starého města i pro Důl Maxim Gorkij u Braňan. Dnes je Střimická výsypka součástí lomu Bílina. První rekultivace, při které byl na části výsypky vysazen les, proběhla již v roce 1967. Kvůli špatně založeným horninám však prakticky veškerá výsadba uhynula a navíc docházelo k značné erozi. Po úpravách vrchní vrstvy byla v roce 1974 zahájena nová lesnická rekultivace, tentokrát úspěšná. Následovaly další fáze rekultivace zahajované postupně:
- 1988 – zemědělská rekultivace na pláni výsypky (89 ha)
- 1992 a 1993 – lesnické rekultivace východních svahů – I. etapa (21 ha), II. etapa (21,65 ha) a etapa zemědělské rekultivace (12 ha). Rekultivace byly ukončeny v roce 1997.
- 1995 – lesnické rekultivace na IV. etapě (95,93 ha) a V. etapě (52,70 ha), zatravnění v rámci IV. etapy (64,70 ha)
- 1996 – odvodnění Střimické výsypky (12,93 ha) do vznikajícího jezera
- 1996 – budování sítě cest na celé ploše výsypky (6,85 ha)
- 1998 – jižní svahy (98,82 ha)
- západní svahy (25,42 ha)
- 2008 – zatravnění a částečně zalesnění severozápadních svahů (141,76 ha)
- 2008 – zatravnění a zalesnění severních svahů (43,60 ha)

Od 22. ledna 2025 je Střimická výsypka majetkem České společnosti ornitologické, která na ní založila ptačí park s rozlohou 251 hektarů. Cílem společnosti je vytvořit prostředí pro druhy ptáků jako je dudek chocholatý, pěnice vlašská, bramborníček hnědý, skřivan lesní, bělořit šedý a strakapoud prostřední.

## Fotogalerie

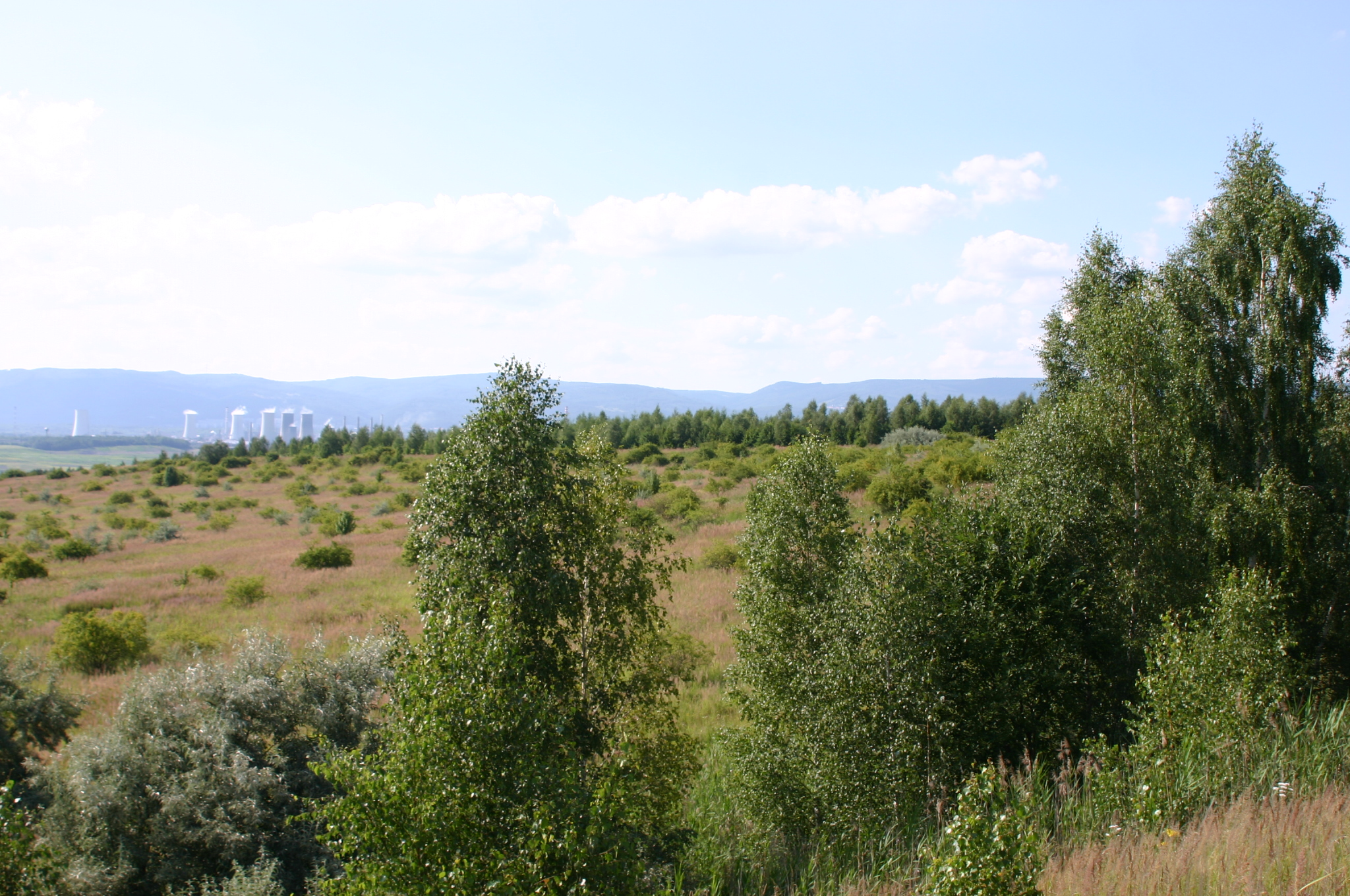
Západní svahy výsypky
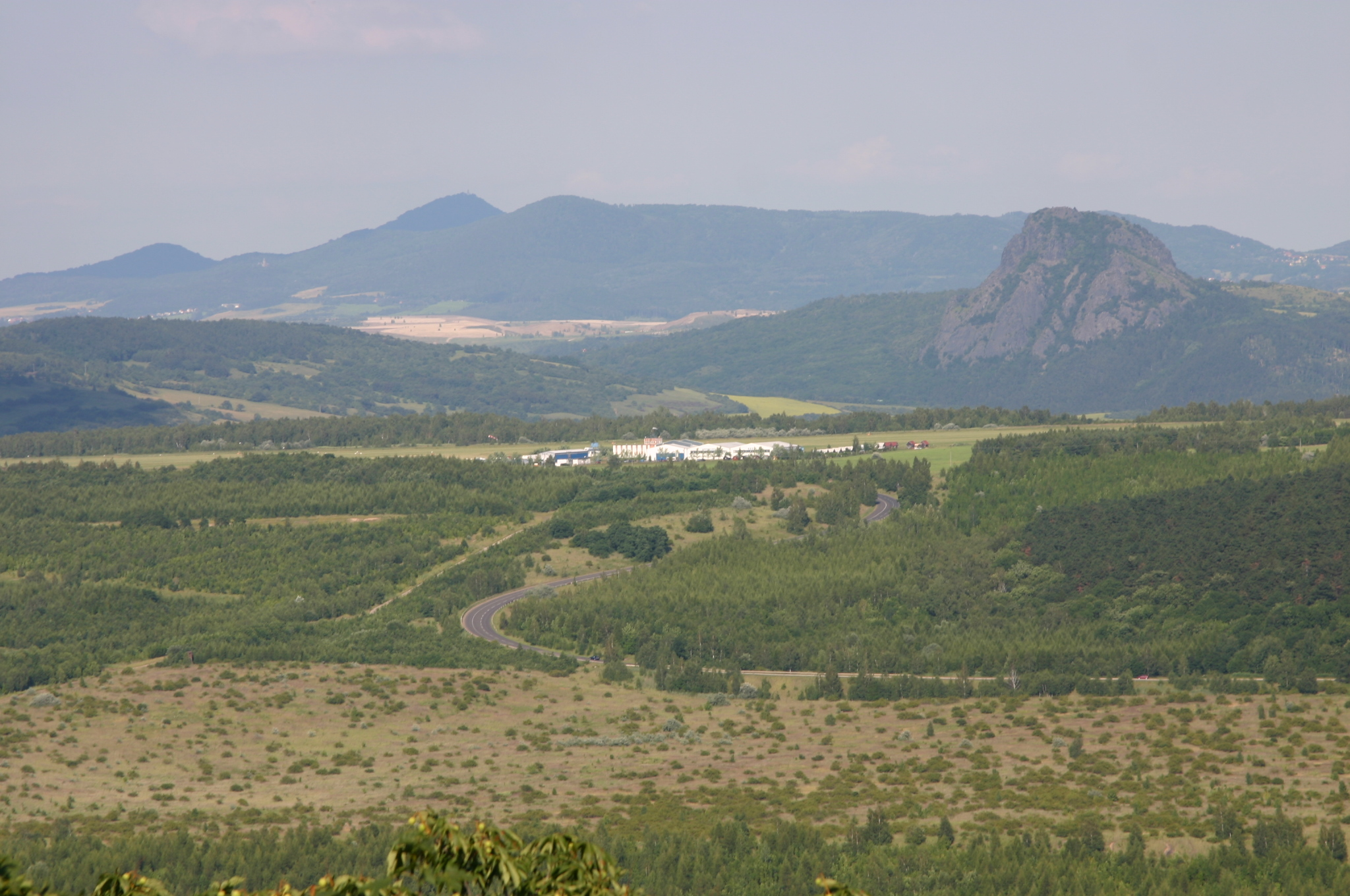
Letiště na výsypce, v pozadí vrch Bořeň
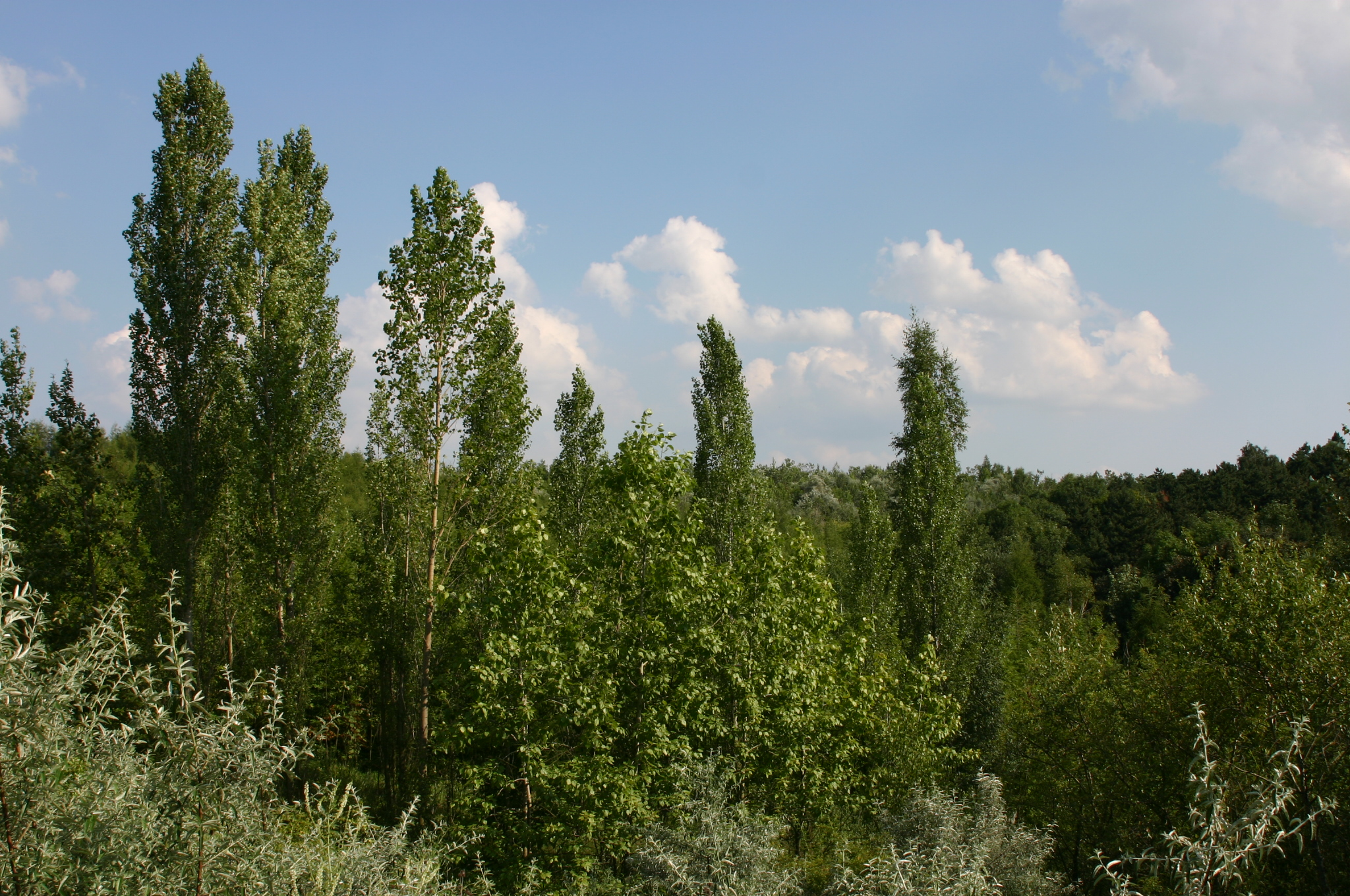
Lesnické rekultivace nad silnicí do Braňan